# Alessandro Parronchi
Alessandro Parronchi (Firenze, 26 dicembre 1914 – Firenze, 7 gennaio 2007) è stato un poeta, storico dell'arte e critico d'arte italiano.

## Biografia
Nacque in una famiglia della borghesia fiorentina; il padre e il nonno erano noti e stimati notai. Denotò fin da piccolo una predisposizione alla ricerca e allo studio dei classici, alimentata dalla ricca biblioteca in possesso della famiglia. La perdita prematura del padre, al quale era molto legato, lo portò a meditare sul senso della giovinezza  dell'amore  e della morte, interrogativi che saranno sempre presenti nelle sue poesie.
Terminati con profitto gli studi secondari in un liceo classico, si iscrisse all'Università degli Studi di Firenze e nel 1938 si laureò con una tesi in Storia dell'arte. Iniziò a collaborare a giornali e riviste fiorentine, da Il Frontespizio a Campo di Marte, a Michelangelo, da Letteratura a La Chimera, a fianco di Carlo Bo, Oreste Macrì, Gianfranco Contini e al fiorentino d'adozione Eugenio Montale. In questa atmosfera culturale  particolarmente fervida e produttiva conobbe poeti, romanzieri e pittori tra cui Umberto Bellintani, Romano Bilenchi, Giorgio Caproni, Carlo Betocchi, Alfonso Gatto, Luigi Fallacara, Mario Luzi, Piero Bigongiari e Ottone Rosai; con alcuni, e in particolare con Vasco Pratolini, strinse durature e fraterne amicizie.
Nel 1941 pubblicò il suo primo libro di poesie, I giorni sensibili; seguirono poi la raccolta di poesie I visi (1943) e Un'attesa (1949). Il poeta dedicò successivamente parte del suo tempo come professore universitario a studi importanti sulla pittura e la scultura del Rinascimento e in particolare su Michelangelo Buonarroti, con il suo saggio più celebre, Studi su la dolce prospettiva (1964), e alle traduzioni poetiche di Mallarmé, Nerval, e De Guérin.
Il 7 gennaio 2007 morì a Firenze..

## La poetica
Gli ermetici fiorentini degli anni trenta e quaranta consideravano la sua poesia arte pura, una religione interprete definitiva di una cultura poetica che veniva da lontano con la quale identificare la propria vita, assentarsi dal fascismo, contestare il crocianesimo e procurare forma sistematica a sensazioni ed umori già comparsi in forma isolata con Campana, Rebora, Ungaretti, in Italia e in Europa con Mallarmé, Eliot. In questo contesto la poetica di Parronchi si è sempre distinta per il suo inesauribile bisogno d'infinito, impegnato in una ricerca destinata a rimanere sospesa, non essendo possibile conciliare la constatazione di una vita destinata alla fine con l'aspirazione ad un'esistenza eterna, per questa via il poeta giunge a negare la morte, la storia, si avvicina alla fede religiosa ma il problema rimane e lo stato di sospensione tra finito e infinito diventerà il motivo ricorrente della sua immensa produzione in versi.

## Opere principali

### Poesie
- I giorni sensibili, Firenze, Vallecchi, 1941;
- I visi, Firenze, Rivoluzione, 1943;
- Un'attesa, Modena, Guanda, 1949;
- L'incertezza amorosa, Milano, Schwarz, 1952;
- Per strade di bosco e città, Firenze, Vallecchi, 1954;
- Coraggio di vivere, Milano, Scheiwiller, 1956;
- La noia della natura, Galatina, Quaderni del "Critone", 1958;
- Coraggio di vivere, Milano, Garzanti, 1961;
- L'apparenza non inganna, Milano, Scheiwiller, 1966;
- Pietà dell'atmosfera, Milano, Garzanti, 1970;
- Replay, Milano, Garzanti, 1980;
- "Expertise" per Vittorio, Firenze, Pananti, 1984
- Climax, Milano, Garzanti, 1990;
- Per strade di bosco e di città, Firenze, Pilistampa, 1994;
- Diadema. Antologia personale 1934-1997, Milano, Mondadori, 1998;
- Poesie, Firenze, Polistampa, 2000;
- «Quel che resta del giorno», Firenze, Le Càriti, 2001;
- Esilio, Novara, con testi di Giovanna Ioli, Novara, Interlinea, 2003

### Saggistica
- Ugo Capocchini, Firenze, Parenti, 1941.
- Ottone Rosai, Milano, Hoepli, 1941.
- Mario Marcucci, Firenze, Vallecchi, 1942.
- Nomi della pittura italiana contemporanea, Firenze, Arnaud, 1944.
- Van Gogh, Roma, Del Turco, 1948.
- Lorenzo Viani, Firenze, La Strozzina, 1949.
- L'opera di Alberto Magri, Firenze, La Strozzina, 1951.
- Degas, Milano, Garzanti, 1954.
- Artisti toscani del primo Novecento, Firenze, Sansoni, 1958.
- Studi su la dolce prospettiva, Milano,, Martello, 1964;
- Pregiudizi e libertà dell'arte moderna, Firenze, Le Monnier, 1964.
- La nascita dell'Infinito (studi leopardiani); Montebelluna, 1989.

### Epistolari
- Carteggio con Giuseppe Ungaretti, a cura di Alessandro Parronchi, Napoli, Edizioni scientifiche italiane, 1992.
- Un tacito mistero. Il carteggio Vittorio Sereni-Alessandro Parronchi (1941-1982), a cura di Barbara Colli e Giulia Raboni, prefazione di Giovanni Raboni, Feltrinelli, Milano, 2004.
- «Arte nata dall'arte». Carteggio 1956-1966, con Mario Tutino, Pisa-Roma, Fabrizio Serra Editore, 2009.
- Al vento della vita. Carteggio (1947-1992), con Umberto Bellintani, a cura di Caterina Guagni, introduzione di Marino Biondi, trascrizioni a cura di Enio Bruschi, Firenze, Olschki, 2011.

## Archivio personale
L’Archivio Alessandro Parronchi è conservato a partire dal 2005 nella Biblioteca Umanistica dell'Università degli Studi di Siena. Il fondo è composto dai materiali di lavoro (bozze manoscritte, dattiloscritti e a stampa di opere letterarie, saggi scientifici, articoli pubblicati su quotidiani e riviste) e dalla corrispondenza (8000 lettere) con alcune delle più significative personalità intellettuali del novecento, fra i quali si segnalano Carlo Bo, Giorgio Caproni, Renato Guttuso, Elio Vittorini, Mario Marcucci, Eugenio Montale, Alfonso Gatto, Ottone Rosai. Su volontà dello stesso Parronchi, all'interno del suo archivio, sono conservati ulteriori due fondi che raccolgono documenti e lettere frutto del rapporto amichevole con Luca Ghiselli e Vasco Pratolini.